# Kościół św. Bonifacego we Wrocławiu
Kościół świętego Bonifacego – rzymskokatolicki kościół parafialny Parafii św. Bonifacego we Wrocławiu należącej do dekanatu Wrocław Katedra archidiecezji wrocławskiej. Znajduje się na osiedlu Nadodrze.

## Historia i architektura
Jest to świątynia wybudowana w stylu neoromańskim w latach 1897-1898 dzięki funduszom  biskupa wrocławskiego kardynała Georga Koppa i Stowarzyszenia Św. Bonifacego z Paderborn. Jest to zbudowana z czerwonej cegły bazylika o trzech nawach. Wnętrze podzielone na osiem przęseł: dwa kruchty, pięć w nawach oraz jedno, niższe i węższe w prezbiterium zamknięte półkolistą apsydą. Od strony południowej jest umieszczona kaplica chrzcielna, natomiast od strony północnej zakrystia. Bryła świątyni nad przęsłem prezbiterium posiada kształt masywu wieżowego z dwiema wieżami – w górnych kondygnacjach ośmiobocznymi, nakrytymi stożkowymi dachami hełmowymi.
W świątyni znajdują się organy 32-głosowe wykonane w 1885 roku przez firmę Friebe i w XX wieku przerobione przez Józefa Cynara i Czesława Chrobaka. Instrument posiada pneumatyczne: trakturę gry i trakturę rejestrów.
W 1991 roku przyległa plebania została wpisana do wojewódzkiego rejestru zabytków.